# 伊塔蒂
伊塔蒂是巴西南大河州的一个市镇。总面积201.402平方公里，总人口2677人，人口密度13.3人/平方公里。